# Association des centres internationaux de recherche et de développement pour l'agriculture
L'Association des centres internationaux de recherche et de développement pour l'agriculture (AIRCA), en anglais: Association of International Research and Development Centers for Agriculture est une alliance internationale à but non lucratif axée sur l'amélioration de la sécurité alimentaire en soutenant les petites exploitations agricoles et les entreprises rurales dans des paysages sains, durables et intelligents face au climat.

## Histoire
L'AIRCA a été mise en place au siège de l'Organisation pour l'alimentation et l'agriculture (FAO) à Rome, en Italie, le 2 mars 2012 et publiquement présentée à Punta del Este, en Uruguay, le 30 octobre 2012 lors de la deuxième Conférence mondiale sur la recherche agricole pour le développement.